# Cường Vũ
Cường Vũ (Saigon, 19 settembre 1969) è un cantante e trombettista vietnamita.

## Discografia (parziale)

### Album
- It's Mostly Residual (Auand Records)
- Come Play With Me (Italia)
- Pure (Italia)
- Bound (Omnitone)
- Cuong Vu Trio meets Pat Metheny (Nonesuch Records Inc.)